# Lucía Ramos
Lucía Ramos Nombela (Fuenlabrada, Madrid, 21 de Janeiro de 1991) é uma atriz espanhola.

## Biografia
Lucía Ramos Nombela iniciou-se na televisão em series muito populares como El Comisario , Cuéntame como pasó , El Internado e Yo soy Bea. Outro de varios trabalhos enquanto jovem foi a serie televisiva Inocentes de 2009 do diretor Daniel Calparsoro. Mas o papel mais significativo foi o de Teresa na serie televisiva Física o Química Exibida em portugal pela MTV E Sic Radical de uma grande popularidade e audiencia

### Televisão
| Series de televisão | Series de televisão        | Series de televisão | Series de televisão                         |
| Ano                 | Título (ES)                | Papel               | Notas                                       |
| ------------------- | -------------------------- | ------------------- | ------------------------------------------- |
| 2004                | Paco y Veva                | Ana                 | 1 episódio (Pior só do que bem acompanhado) |
| 2005                | El comisario               | Mónica              | 1 episódio (Ana y Mía)                      |
| 2005                | Cuéntame cómo pasó         | Tati                | 1 episódio (La parcelita)                   |
| 2007                | El internado               | Irene               | 1 episódio (Persiguiendo luciérnagas)       |
| 2007                | Hermanos y detectives      | Valentina           | 3 episódios                                 |
| 2008                | Yo soy Bea                 | Daisy               | 6 episódios                                 |
| 2010                | Inocentes                  | Carla               | Papel principal                             |
| 2010–2011           | Física o química           | Teresa              | Papel principal                             |
| 2012                | Todo es posible en el bajo | Luz                 | Papel principal                             |

### Cinema
| Filmes e Curtas | Filmes e Curtas        | Filmes e Curtas | Filmes e Curtas |
| --------------- | ---------------------- | --------------- | --------------- |
| 2008            | Showtime               |                 | Protagonista    |
| 2012            | No quiero ser recuerdo | Vega            | Protagonista    |
| 2012            | Mighty Boy             |                 | Protagonista    |
| 2016            | Novatos                | Carla           | Protagonista    |

### Videoclips
- "Tu alma se clavó en mi corazón" de Salva Ortega (2012)
- "Vuela" de SN2 (2013)

## Referencias
Lucía Ramos. no IMDb.